# Wearwell Motor Carriage Company
Wearwell Motor Carriage Company Ltd. war ein britischer Hersteller von Automobilen und Motorrädern.

## Unternehmensgeschichte
William Clarke, der zuvor in der Wearwell Cycle Company Fahrräder herstellte, gründete 1899 das Unternehmen. Der Sitz war an der Pountney Street in Wolverhampton. Die Produktion von Automobilen begann. Einer der Beschäftigten war Thomas H. Parker, der zwischen 1901 und 1902 die Parker Motor Company betrieb. 1901 kamen Motorräder und 1903 Dreiräder dazu. Der Markenname lautete Wearwell. Ab 1904 wurde für die Zwei- und Dreiräder der Markenname Wolf verwendet. 1906 endete die Automobilproduktion. 1910 ging das Unternehmen in Liquidation. William Clarke übernahm Wulfruna Cycles und fertigte noch bis 1939 Motorräder.

## Automobile
Das erste Modell hatte zwei Motoren von Butler mit jeweils 2,25 PS Leistung.
Danach erschien eine Voiturette mit einem luftgekühlten Zweizylindermotor unter der Sitzbank. Dieses Modell gab es bis 1905.
1903 ergänzte das Dreirad Motette das Sortiment. Dies war ein vom Motorrad abgeleitetes Forecar mit Sitz für den Passagier zwischen den Vorderrädern. Der Motor von Stevens leistete anfangs wahlweise 2,5 PS oder 3,25 PS, später 4,5 PS, 7 PS und 8 PS.
Von 1904 bis 1905 gab es ein Dreirad, das autoähnlicher war. Ein wassergekühlter Zweizylindermotor von De Dion-Bouton mit wahlweise 4,5 PS, 6 PS oder 7/8 PS war zwischen Vorder- und Rücksitz montiert und trieb das Fahrzeug über eine Kardanwelle an. Das Getriebe hatte zwei Gänge.